# Tracy Slatyer
Tracy Robyn Slatyer  ist eine australische theoretische Teilchenphysikerin, Astrophysikerin und Astronomin.
Slatyer stammt aus Australien, erwarb 2005 ihren Bachelor-Abschluss an der Australian National University und wurde 2010 an der Harvard University bei Douglas Finkbeiner promoviert. Als Post-Doktorandin war sie 2010 bis 2013 am Institute for Advanced Study (und nochmals 2018/19 als Junior Visiting Professor). Ab 2013 ist sie am Massachusetts Institute of Technology, an dem sie 2018 Associate Professor wurde und Jerrold R. Zacharias Career Development Professor of Physics ist.
Sie sucht Hinweise auf dunkle Materie in unserer Galaxie und fand 2010 mit Kollegen bei der Suche nach diffuser Gammastrahlung (Fermi haze) aus der Gegend des supermassiven Schwarzen Lochs im Zentrum der Milchstraße – mögliche Hinweise auf Annihilation dunkler Materie – neue Strukturen auf beiden Seiten der galaktischen Ebene in Form  zweier großer Blasen (Fermi-Blasen), die wahrscheinlich von der vergangenen Aktivität des supermassiven Schwarzen Lochs im Zentrum stammen. Dabei benutzte sie Daten des Fermi Gamma-ray Space Telescope. Sie forscht auch in theoretischer Teilchenphysik, insbesondere Modellen dunkler Materie mit Kopplung an leichtere Teilchen (z. B. Dunkles Photon) für die Suche nach neuen Signaturen für die Detektion dunkler Materie zum Beispiel aus der möglichen Annihilation oder Selbstwechselwirkung dunkler Materie. Das führte auch zu neuen modellunabhängigen Schranken für dunkle Materie.
Slatyer fand auch Hinweise auf neuartige Populationen punktförmiger Gammastrahlenquellen im Zentrum unserer Galaxie.
2014 erhielt sie mit Douglas Finkbeiner und Meng Su den Bruno-Rossi-Preis und 2017 den Henry Primakoff Award for Early-Career Particle Physics der American Physical Society für innovative theoretische Berechnungen und Datenanalysen der Beobachtung des Himmels auf vielen Wellenlängen mit dem Ziel die Natur dunkler Materie aufzuklären (Laudatio). Für 2021 erhielt sie den New Horizons in Physics Prize für Beiträge zur Astroteilchenphysik, von Modellen dunkler Materie bis zur Entdeckung der Fermiblasen (Laudatio).

## Schriften (Auswahl)
- mit Nima Arkani-Hamed, Douglas P. Finkbeiner, Neal Weiner: A theory of dark matter, Phys. Rev. D, Band 79, 2009, S. 015014 Arxiv